# Isaac Terrazas
Isaac Terrazas (23 de janeiro de 1973) é um ex-futebolista mexicano que competiu na Copa do Mundo FIFA de 1998.

## Carreira
Terrazas integrou a Seleção Mexicana de Futebol na Copa América de 1999.

## Títulos
Seleção Mexicana
- Copa das Confederações: 1999